# 14 tháng 4
Ngày 14 tháng 4 là ngày thứ 104 trong lịch Gregory. Còn 261 ngày trong năm (262 ngày trong năm nhuận).

## Sự kiện
- 924 – Hậu Đường Trang Tông sách phong Cao Quý Hưng tước hiệu Nam Bình vương, khởi đầu nước Nam Bình.
- 1865 – John Wilkes Booth ám sát tổng thống Mỹ Abraham Lincoln. Abraham Lincoln qua đời vào ngày hôm sau.
- 1894 – Thomas Alva Edison, nhà phát minh người Mỹ trình bày máy chiếu phim sơ khai, có thể xem qua một cửa sổ nhỏ, thành tựu này là tiền thân của điện ảnh.
- 1912 – Tàu Titanic đâm vào băng trôi trong chuyến đi đầu tiên; nó chìm hẳn vào khoảng 2 giờ 30 sáng hôm sau.
- 1931 – Lưỡng viện lập pháp Tây Ban Nha Cortes Generales phế truất vua Alfonso XIII, tuyên cáo nền Đệ nhị Cộng hoà Tây Ban Nha.
- 1939 – Tiểu thuyết Chùm nho uất hận của nhà văn người Mỹ John Steinbeck được phát hành.
- 1944 – Nổ lớn rung chuyển Cảng Bombay, làm chết 300 người, gây thiệt hại 20 triệu bảng Anh vào thời đó.
- 1962 – Georges Pompidou trở thành Thủ tướng Pháp.
- 1969 – Tại lễ trao giải Oscar điện ảnh, Katharine Hepburn và Barbra Streisand ngang phiếu nên cùng được giải dành cho nữ diễn viên chính xuất sắc nhất. Katharine Hepburn trở thành nữ diễn viên duy nhất 3 lần đoạt giải Oscar điện ảnh cho nữ diễn viên chính xuất sắc nhất.
- 1986 – Hoa Kỳ ném bom xuống các thành phố Tripoli và Benghazi của Libya đáp lại vụ đánh bom vào hộp đêm ở Tây Berlin.
- 1999 – Một trận mưa đá xảy ra tại Sydney, với khoảng 500.000 tấn mưa đá rơi xuống làm thiệt hại 2,3 tỷ đô la Úc, thiệt hại nặng nhất trong lịch sử kinh tế và bảo hiểm Úc.
- 2002 – Tổng thống Venezuela Hugo Chávez phục chức sau khi bị quân đội quốc gia phế truất và giam giữ trong hai ngày.
- 2013 – Máy chủ Minecraft Hypixel được thành lập.
- 2018 – Liên quân Mĩ - Anh - Pháp không kích Syria bằng tên lửa tên lửa tomahawk với lí do trả đũa việc chính quyền Syria sử dụng vũ khí hóa học

## Sinh

### Việt Nam
- 1700 – Nguyễn Phúc Điền, tước phong Dận Quốc công, công tử con chúa Nguyễn Phúc Chu (m. 1739).
- 1708 – Nguyễn Nghiễm, Đại thần nhà Lê trung hưng (m. 1776)
- 1944 – Nguyễn Phú Trọng, Tổng Bí thư Ban Chấp hành Trung ương Đảng Cộng sản Việt Nam (m. 2024)
- 1989 – Nguyễn Trọng Hoàng, cầu thủ bóng đá người Việt Nam
- 1996 – Vũ Văn Thanh, cầu thủ bóng đá người Việt Nam

### Các quốc gia khác
- 1629 – Christiaan Huygens, nhà toán học, thiên văn học và vật lý học người Hà Lan (m. 1695).
- 1868 – Peter Behrens, kiến trúc sư, nhà thiết kế Đức (m. 1940).
- 1891 – Sergei Prokofiev, nhà soạn nhạc, nghệ sĩ piano, nhạc trưởng người Nga và Liên Xô (m. 1953).
- 1933 – Boris Natanovich Strugatsky, tác giả Nga (m. 1991)
- 1934 – Arun Gandhi, nhà hoạt động chính trị xã hội người Mỹ gốc Ấn Độ, cháu trai của Mahatma Gandhi
- 1973 – Adrien Brody, nam diễn viên người Mỹ

## Mất

### Việt Nam
- 1887 – Nguyễn Cao, bố chính Thái Nguyên, kháng chiến chống Pháp trong phong trào Cần Vương giữ chức tán tương quân vụ, tự đâm bụng moi ruột chết sau khi sa vào tay quân Pháp (s. 1828).
- 2016 – Nguyễn Ánh 9, nhạc sĩ Việt Nam (s. 1940).

### Các quốc gia khác
- 1759 – George Friedrich Handel, nhà soạn nhạc người Anh gốc Đức (s. 1685).
- 1865 – Abraham Lincoln, tổng thống Mỹ thứ 16 (s. 1809)
- 1917 – Ludwik Lejzer Zamenhof, người sáng chế ra quốc tế ngữ Esperanto (s. 1859).
- 1930 – Vladimir Mayakovsky, nhà thơ người Nga và Liên Xô (s. 1893).
- 1986 – Simone de Beauvoir, nhà văn, nhà triết học, nhà hoạt động nữ quyền người Pháp (s. 1908).

## Ngày lễ và kỷ niệm
- Baisakhi: tổ chức ở Punjab, Ấn Độ.
- Poila Baisakh: tổ chức ở Bengal, Ấn Độ.
- Vishu: tổ chức ở Kerala, Ấn Độ.
- Ngày Đen: tổ chức ở Seoul, Hàn Quốc.
- Ngày Thanh niên: tổ chức ở Cabinda, Angola.